# Revillagigedo-palota
A Revillagigedo-palota (spanyolul: Palacio de Revillagigego) a spanyolországi Gijón városának egyik 18. századi műemléke. Ma művészeti kiállítások látogathatók benne.

## Története
A település kikötőjéhez tartozóan már a 15. században felépült az a négyzet alaprajzú torony, amely ma a palota részét képezi. Ehhez toldották hozzá a 18. század elején (1704 és 1723 között), minden bizonnyal Francisco Menéndez Camina tervei alapján a palota többi részét, méghozzá Carlos Miguel Ramírez de Jove, San Esteban de Natahoyo első őrgrófjának megrendelésére. A középkori torony a nyugati (a kikötő felőli), a másik torony pedig ennek szinte pontos másaként épült fel. A palotával egybeépült Keresztelő Szent János társaskáptalani templom 1720-ban épült Pedro Muñiz Somonte elképzelései szerint.

1985-ben a Caja Astur vásárolta meg, majd képzőművészeti kiállításokat rendeztek be benne.

## Leírás
Az épület az észak-spanyolországi Gijón város északi részén, a Szent Katalin-félsziget „tövében” épült fel, mindössze néhány tucat méter választja el az Atlanti-óceán partján fekvő kikötőtől, amelyet ma sportcélokra használnak.
A faragott kőtéglákból épült palota két szögletes tornya a nyugati és a keleti végén áll, ezek valamivel magasabbak az őket összekötő központi résznél. Tetejükön fogazott pártázatot alakítottak ki, délre néző falaikon hat-hat szögletes, a fal síkjából kiemelkedő kőkerettel rendelkező ablak nyílik. A központi rész homlokzata jóval díszítettebb: felületét övpárkányhoz hasonló megoldásokkal három szintre, és minden szinten belül oszlopokkal és pilaszterekkel öt-öt részre tagolták. Az alsó szint öt részében öt félköríves záródású kapu nyílik, a második szinten öt erkély, a felső szinten pedig négy ablak: a középső részben viszont ablak helyett az építtető Ramírez Jove család címere látható. A két fölső szint nyílászáróinak keretezése mixtilineáris vonalú.

## Képek

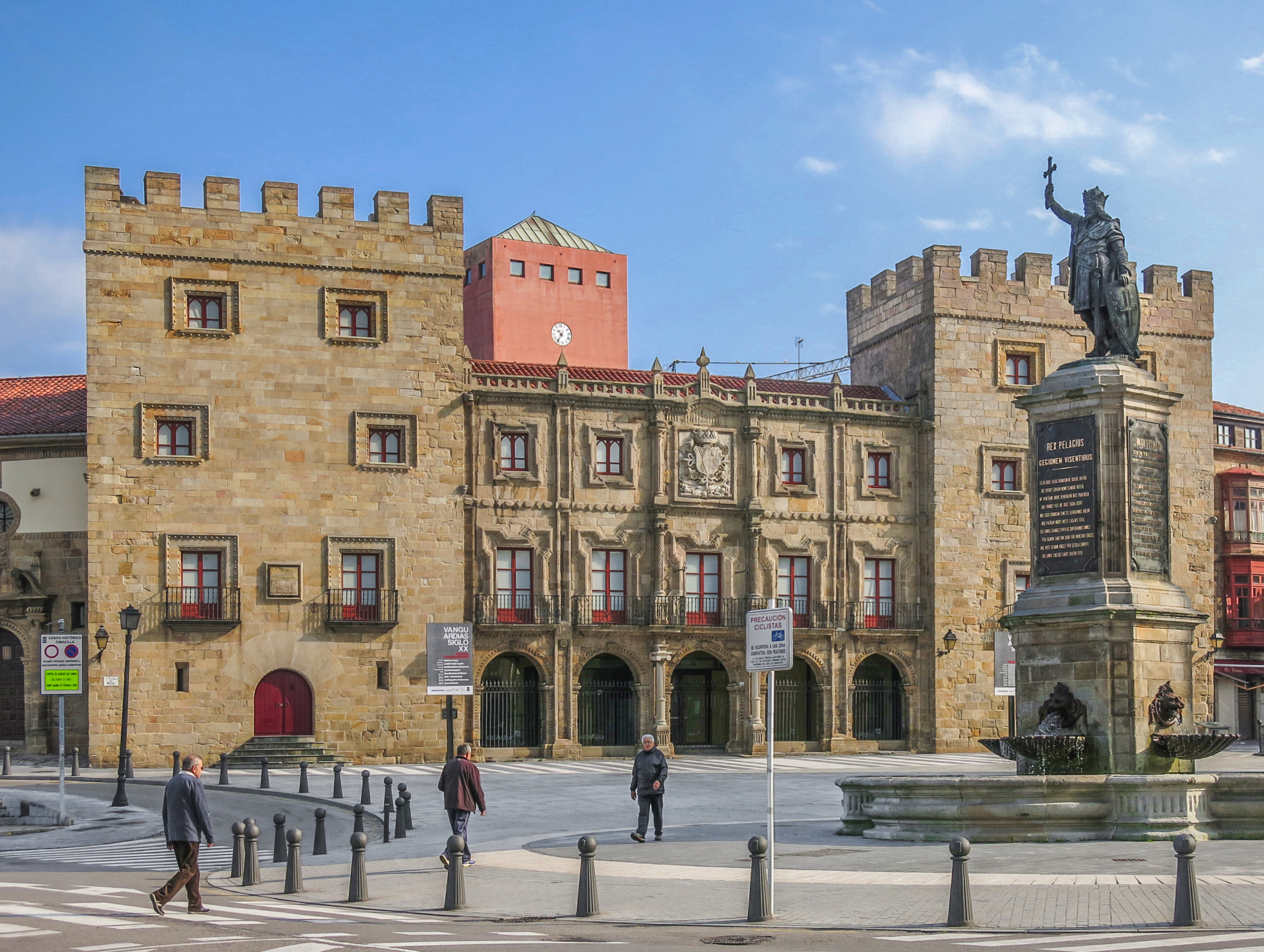
A palota, előtérben Pelayo asztúriai király szobrával
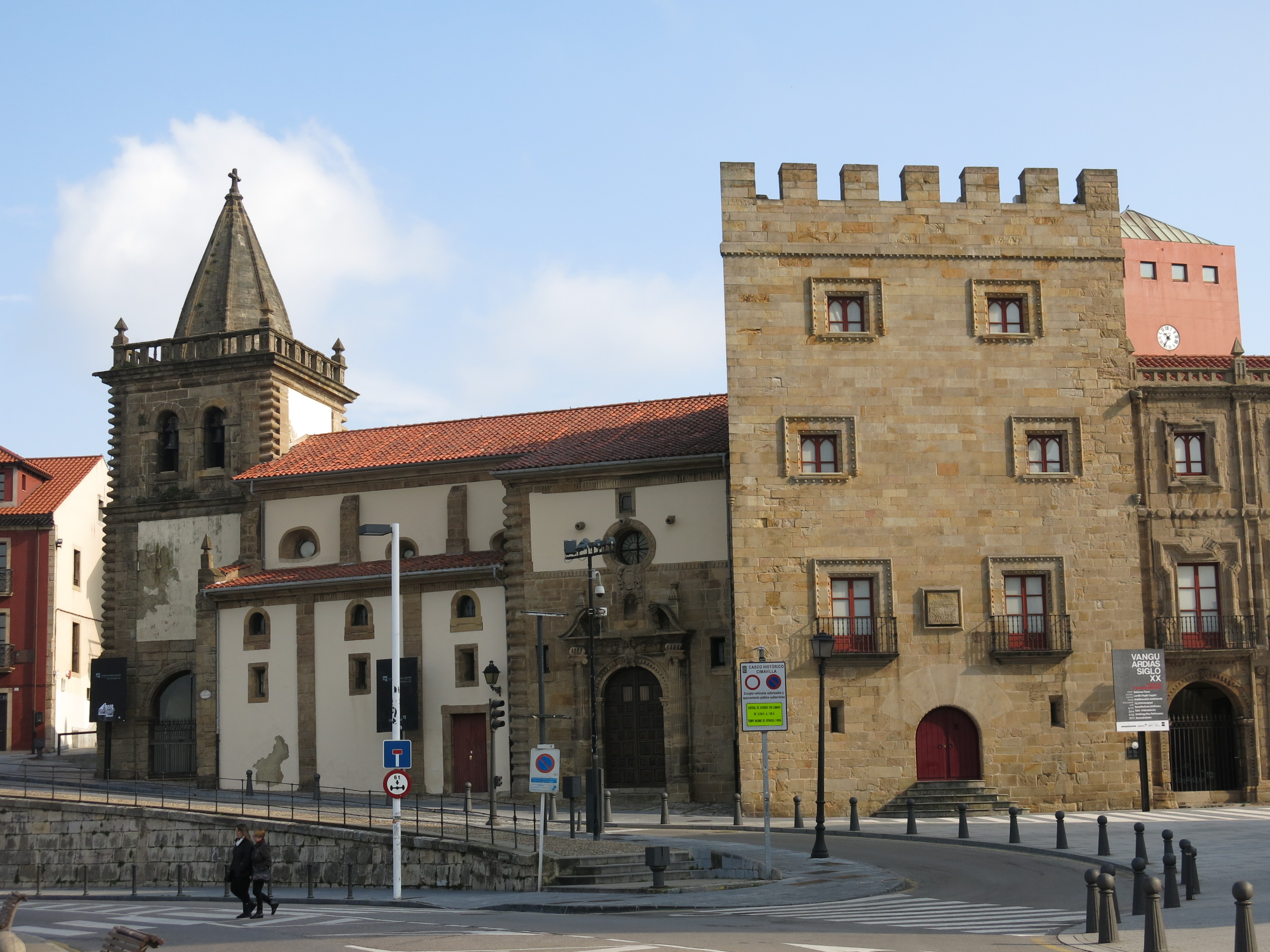
A palota és a vele egybeépült Szent János-templom
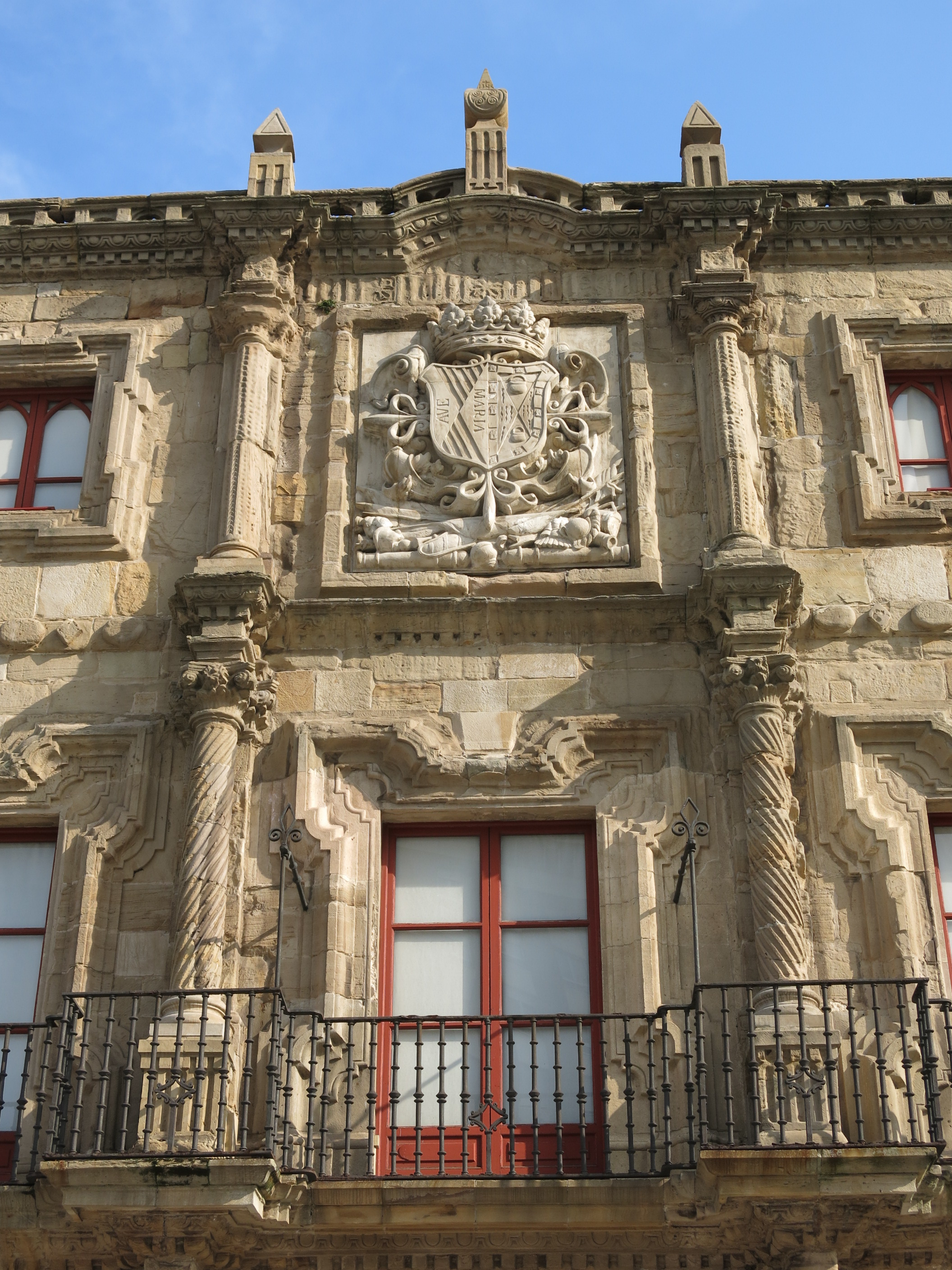
Homlokzat részlet
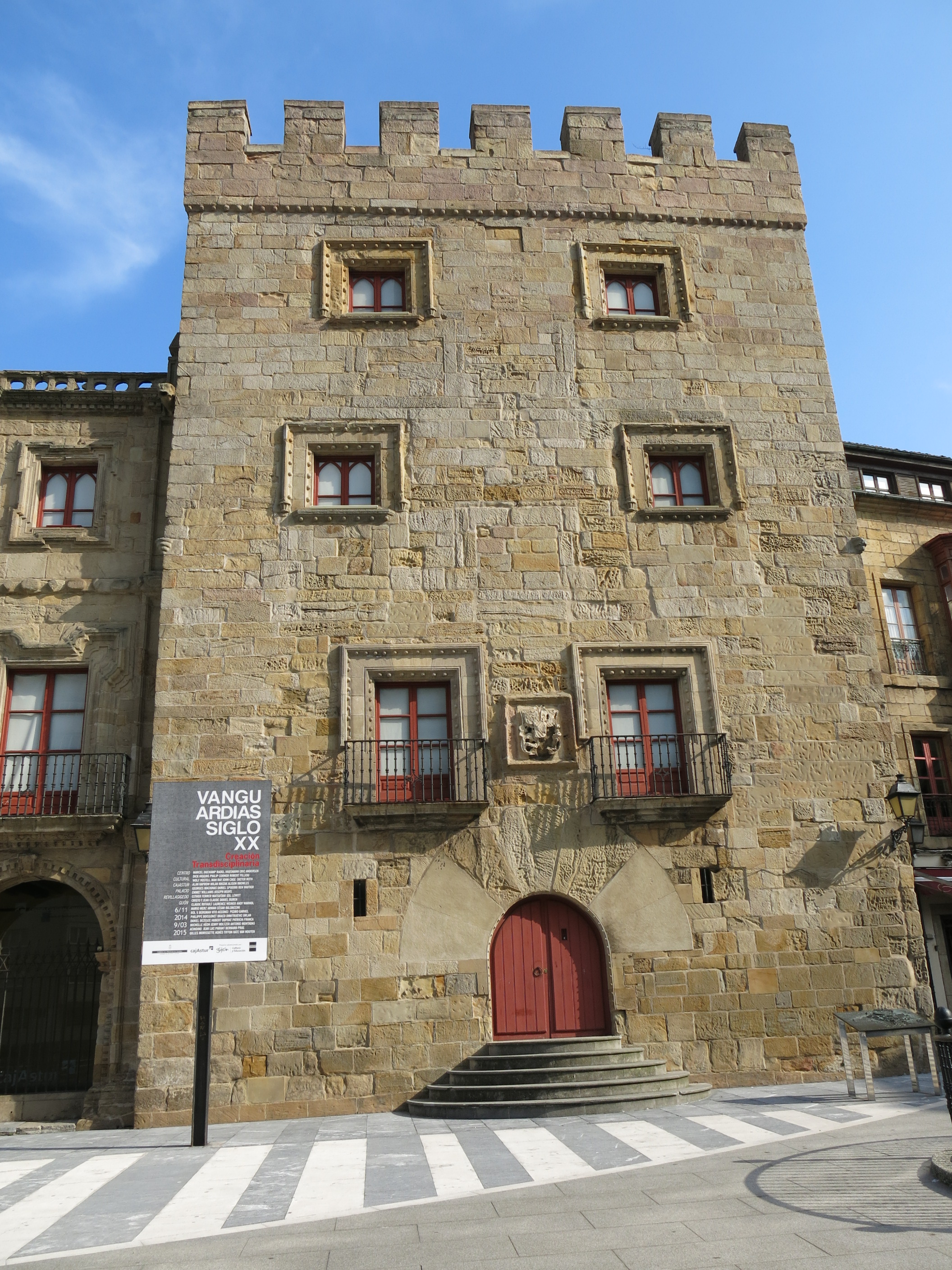
A középkori torony